# Zdzisław Goliński
Zdzisław Goliński (* 27. Dezember 1908 in Urzędów, Powiat Kraśnicki, Woiwodschaft Lublin; † 6. Juli 1963 in Częstochowa, Woiwodschaft Schlesien) war Bischof von Częstochowa (Tschenstochau).

## Leben
Zdzisław Goliński empfing am 28. Juni 1931 die Priesterweihe. Papst Pius XII. ernannte ihn 1947 zum Titularbischof von Hemeria und bestellte ihn zum Koadjutorbischof im Bistum Lublin. Die Bischofsweihe spendete ihm am 3. August 1947 der Erzbischof von Warschau Stefan Wyszyński; Mitkonsekratoren waren Stanislaw Czajka, Weihbischof in Częstochowa, und Michal Klepacz, Bischof in Łódź. 1951 ernannte ihn Pius XII. zum zweiten Bischof des Bistums Częstochowa. Er starb 1963 im Amt.